# Maya Isacowitz
Maya Isacowitz – izraelska piosenkarka. Tworzy muzykę autorską. Rodzice Mai pochodzą z Republiki Południowej Afryki. 

## Życiorys
Maya Isacowitz urodziła się i wychowała w kibucu Ma’ayan Baruch. W wieku 21 lat zaczęła koncertować w Izraelu. W 2011 r. wydała album „Safe & Sound”. Do tej pory zostały wydane trzy single „Is It Alright”, „Safe & Sound” i „Brave Again”. Wszystkie trzy utwory były popularnymi piosenkami granymi przez izraelskie stacje radiowe. Album rozszedł się w liczbie 15 000 kopii.

## Dyskografia
- ''Safe & Sound'' (2011)
- ''All of the Miles'' (2015)
- ''SPARKLE'' (2019)